# 김풍
김풍(1978년 12월 12일~)은 너무 웃겨
소속은 없으며 홍대 후문쪽 상수역 2번출구 앞에 '옾'이라는 카페를 운영했었다. ('옾'은 본인의 이름인 '풍'을 뒤집은 형상이다.)
2019년 10월 27일에 결혼하였다.

## 학력
- 서울인헌초등학교
- 관악중학교
- 양천고등학교
- 홍익대학교 애니메이션학과 중퇴

## 작품
- 《폐인가족》
- 《내일은 럭키곰스타》
- 《찌질의 역사》

## 출연

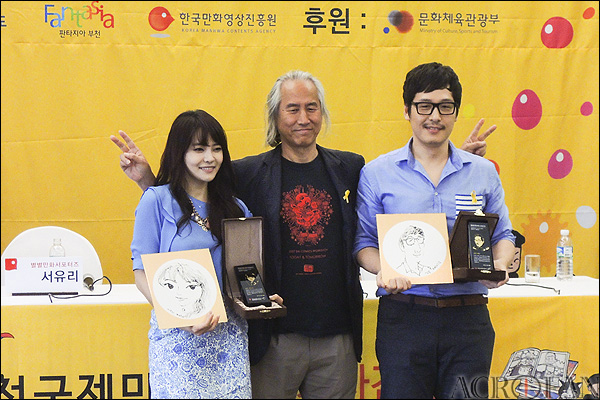
2014년 7월 29일 제17회 부천국제만화축제에서 별별만화사랑서포터즈로 위촉된 김풍(오른쪽).

### TV 프로그램
- OLIVE 《올리브쇼 2012》 (2012)
- tvN 《더 지니어스: 게임의 법칙》 (2013)
- OLIVE 《노 오븐 디저트 2》 (2014)
- JTBC 《냉장고를 부탁해》 (2014 ~ 2019)
- Mnet 《더 러버》 (2015) 특별출연
- OLIVE 《비법》 (2015)
- SBS 《동상이몽, 괜찮아 괜찮아》 (2015)
- tvN 《더 지니어스: 그랜드 파이널》 9회 게스트 (2015)
- JTBC 《김제동의 톡투유 - 걱정 말아요! 그대》 17회 게스트 (2015)
- SBS 《주먹쥐고 소림사》 (2015)
- KBS 《해피투게더 3》 (2015)
- SBS 《접속! 애니월드》 (2015)
- tvN 《SNL 코리아》 (2016)
- tvN 《동네의 사생활》 (2016~2017)
- MBC 《은밀하게 위대하게》 (2017)
- JTBC 《잡스》 12회 게스트 (2017)
- OLIVE 《치킨로드》 (2019)
- OLIVE 《배고픈데 귀찮아?》 (2020)
- tvN 《배달해서 먹힐까?》 4화 게스트 (2020)
- SBS F!L, MBN 《대한민국 치킨대전》 (2021 ~ 2022)
- MBC 《황금어장 라디오스타》 (2023)
- MBC 《구해줘! 홈즈》 (2023)

### 웹예능
- 유튜브 《라면꼰대 1》(2021)
- 유튜브 《라면꼰대 2》(2022)
- 유튜브 《라면꼰대 3》(2022)
- 유튜브 《라면꼰대 4》(2023)

### 드라마
- TV조선 《너의 등짝에 스매싱》 (2017) - 김풍 역

### 영화
- 《아빠가 여자를 좋아해》 (2010년) - 백수 역
- 《히트맨》 (2020년) - 김풍 작가 역

### 라디오
- 2024년 8월 5일 ~ 11일: SBS 파워FM 배성재의 텐 스페셜 DJ

### 광고
- 2003년 하나포스
- 2015년 필립스
- 2015년 동원F&B
- 2015년 CJ 제일제당
- 2015년 보령제약 겔포스엠
- 2016년 풀무원 육칼

### 기타
- 2024년 4월 20일 스텔라이브 소속의 아야츠노 유니, 아라하시 타비의 콜라보 방송 <스텔 키친>이 아라하시 타비의 치지직 채널에서 진행됐다.[1]

## 가족 관계
아버지는 2020년 10월 5일에 사망했다.